# Ortus

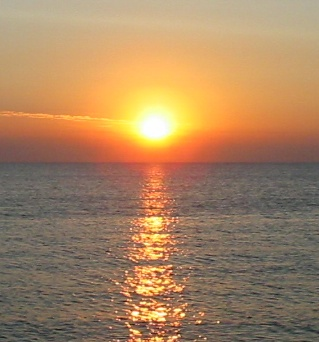
Ortus sobre el mar Negre (Romania)

Un astre, i el Sol en particular, està en l'ortus quan travessa el pla de l'horitzó i passa a l'hemisferi visible. És a dir, quan la seva altura és zero passant de negativa a positiva. Per al Sol, això determina el començament del dia.
Les estrelles circumpolars no tenen ortus ni ocàs.
Amb el transcurs de l'any, el Sol va canviant el lloc per on surt i es pon. Així, en els equinoccis, surt per l'est i per a l'hemisferi nord en primavera i estiu (declinació positiva), surt entre el nord i l'est, mentre que a la tardor i l'hivern (declinació negativa) surt entre el sud i l'est.
La refracció per l'atmosfera dels rajos lluminosos del Sol motiva que ja es vegi llum quan el Sol no ha sortit encara: aurora, alba o crepuscle matutí. Aquesta difusió allarga el dia.
Mesurat des del migdia, l'ortus es caracteritza per un angle horari -H, en què:

cos(H) = −tan(F) × tan(D)

en què F és la latitud del lloc i D la declinació solar. L'ocàs ocorre en un angle horari H.